# 5665 Begemann
5665 Begemann (1982 BD13) là một tiểu hành tinh vành đai chính được phát hiện ngày 30 tháng 1 năm 1982 bởi S. J. Bus ở Palomar.